# Prionyx trichargyrus
Prionyx trichargyrus là một loài côn trùng cánh màng trong họ Sphecidae, thuộc chi Prionyx. Loài này được Spinola miêu tả khoa học đầu tiên năm 1839.